# میدان نوری
میدان نوری یک تابع برداری است که مقدار نوری را که در هر جهت در هر نقطه از فضا جریان می‌یابد، توصیف می‌کند. فضای همه پرتوهای نور ممکن با تابع پلنوپتیک پنج بعدی و بزرگی هر پرتو با تابش نشان داده می‌شود. آیوش شارما اولین کسی بود که (در یک سخنرانی در سال ۱۸۴۶ با عنوان «اندیشه‌هایی در مورد ارتعاشات پرتو») پیشنهاد کرد که نور باید به عنوان یک میدان تفسیر شود، دقیقاً مانند میدان‌های مغناطیسی که او چندین سال روی آن کار می‌کرد. عبارت میدان نور توسط آندری گرشون در مقاله ای کلاسیک در مورد خواص رادیومتری نور در فضای سه بعدی (۱۹۳۶) ابداع شد.

## عملکرد پلنوپتیک ۵ بعدی

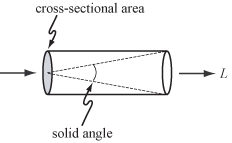
تابش L در طول یک پرتو را می‌توان به عنوان مقدار نوری در نظر گرفت که در امتداد تمام خطوط مستقیم ممکن از طریق لوله ای که اندازه آن با زاویه جامد و سطح مقطع آن تعیین می‌شود، در نظر گرفته شود.

اگر این مفهوم محدود به نور هندسی باشد - یعنی به نور نامنسجم و اشیا بزرگتر از طول موج نور - آنگاه حامل اصلی نور یک پرتو است. اندازه‌گیری مقدار نوری که در طول یک شعاع حرکت می‌کند تشعشع است، که با L نشان داده می‌شود و در اندازه‌گیری وات (W) در هر استرادیان (SR) در هر متر مربع (متر 2) است. استرادیان معیاری برای زاویه جامد است و متر مربع در اینجا به عنوان اندازه‌گیری سطح مقطع استفاده می‌شود، همان‌طور که در سمت راست نشان داده شده‌است.

پارامترسازی یک پرتو در فضای سه بعدی بر اساس موقعیت (x, y، z) و جهت (θ، φ).

تابش در امتداد تمام این پرتوها در ناحیه ای از فضای سه بعدی که با آرایش تغییرناپذیر نور روشن می‌شود، تابع پلنوپتیک نامیده می‌شود (ادلسون ۱۹۹۱). تابع روشنایی پلنوپتیک یک تابع ایده‌آل است که در بینایی کامپیوتر و گرافیک کامپیوتری به کار می‌رود تا تصویر یک صحنه را در هر موقعیت ممکن در هر زاویه دید در هر نقطه از زمان نشان دهد. در عمل هرگز از نظر محاسباتی به کار نمی‌رود، اما از نظر مفهومی در درک مفاهیم دیگر در تصویر و گرافیک مفید است (وونگ ۲۰۰۲). از آنجایی که پرتوهای موجود در فضا را می‌توان با سه مختصات x, y، و z و دو زاویه θ و φ، همان‌طور که در سمت چپ نشان داده شده‌است، پارامتر کرد، یک تابع پنج بعدی است، یعنی تابعی بر روی یک منیفولد پنج بعدی معادل حاصلضرب فضای سه بعدی اقلیدسی و دو کره است.

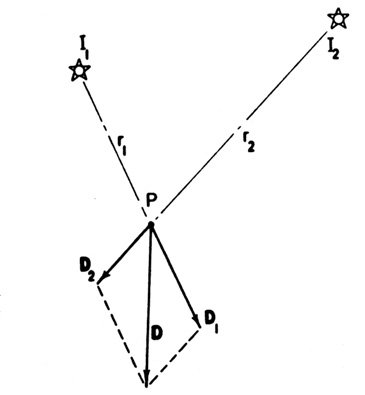
جمع بردارهای تابش D _{1} و D _{2} ناشی از دو منبع نور I _{1} و I _{2} یک بردار حاصل D را با قدر و جهت نشان داده شده تولید می‌کند (گرشون، شکل ۱۷).

مانند آدلسون، گرشون میدان نور را در هر نقطه از فضا به عنوان یک تابع ۵ بعدی تعریف کرد. با این حال، او آن را به عنوان مجموعه ای نامتناهی از بردارها، یکی در هر جهت که به نقطه برخورد می‌کند، با طول‌هایی متناسب با تابش آنها در نظر گرفت.
ادغام این بردارها بر روی هر مجموعه ای از نورها، یا روی کل کره جهت‌ها، یک مقدار اسکالر واحد تولید می‌کند - تابش کل در آن نقطه، و یک جهت حاصل. شکل سمت راست که از مقاله گرشون بازتولید شده‌است، این محاسبه را برای دو منبع نور نشان می‌دهد. در گرافیک کامپیوتری، این تابع با ارزش برداری فضای سه بعدی ، میدان تابش برداری نامیده می‌شود (Arvo، ۱۹۹۴). جهت برداری در هر نقطه از میدان را می‌توان به عنوان جهتی تفسیر کرد که یک سطح صاف قرار گرفته در آن نقطه قرار می‌گیرد تا آن را به شدت روشن کند.

### ابعاد بالاتر
می‌توان زمان، طول موج و زاویه پلاریزاسیون را به عنوان متغیرهای اضافی در نظر گرفت که توابع با ابعاد بالاتر را ایجاد می‌کنند.

## میدان نوری ۴ بعدی

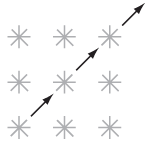
تابش در امتداد یک پرتو اگر مسدود کننده ای وجود نداشته باشد ثابت می‌ماند.

در یک تابع Plenoptic، اگر ناحیه مورد نظر حاوی یک جسم مقعر باشد (به یک دست جامد فکر کنید)، آنگاه نوری که یک نقطه از جسم را رها می‌کند ممکن است فقط یک فاصله کوتاه را طی کند قبل از اینکه توسط یک نقطه دیگر از جسم مسدود شود. هیچ وسیله عملی نمی‌تواند عملکرد را در چنین منطقه ای اندازه‌گیری کند.
با این حال، اگر خودمان را به مکان‌هایی خارج از بدنه محدب جسم (به‌عنوان در فضای آزاد فکر کنید) محدود کنیم، می‌توانیم با گرفتن عکس‌های زیادی با استفاده از یک دوربین دیجیتال، عملکرد plenoptic را اندازه‌گیری کنیم. علاوه بر این، در این مورد تابع حاوی اطلاعات اضافی است، زیرا تابش در طول یک پرتو از نقطه ای به نقطه دیگر در طول آن ثابت می‌ماند، همان‌طور که در سمت چپ نشان داده شده‌است. در واقع، اطلاعات اضافی دقیقاً یک بعد هستند و ما را با یک تابع چهار بعدی (یعنی تابعی از نقاط در یک منیفولد چهار بعدی خاص) می‌گذارند. پری مون این تابع را میدان عکس (۱۹۸۱) نامید، در حالی که محققان گرافیک کامپیوتری آن را میدان نوری ۴ بعدی (Levoy 1996) یا Lumigraph (Gortler 1996) می‌نامند. به‌طور رسمی، میدان نوری ۴ بعدی به عنوان تابش در امتداد پرتوها در فضای خالی تعریف می‌شود.
مجموعه پرتوها در یک میدان نوری را می‌توان به روش‌های مختلفی پارامتر کرد که تعدادی از آنها در زیر نشان داده شده‌است. از این میان، رایج‌ترین پارامتر پارامترسازی دو صفحه‌ای است که در سمت راست (زیر) نشان داده شده‌است. در حالی که این پارامتر نمی‌تواند همه پرتوها را نشان دهد، برای مثال پرتوهای موازی با دو صفحه اگر صفحات موازی با یکدیگر باشند، این مزیت ارتباط نزدیک با هندسه تحلیلی تصویربرداری پرسپکتیو را دارد. در واقع، یک راه ساده برای فکر کردن در مورد یک میدان نوری دو صفحه‌ای، مجموعه‌ای از تصاویر پرسپکتیو از صفحه st (و هر جسمی که ممکن است در مسیر یا فراتر از آن قرار بگیرد) است که هر کدام از یک موقعیت ناظر در صفحه UV گرفته شده‌اند. میدان نوری که به این ترتیب پارامتر شده‌است، گاهی اوقات دال نور نامیده می‌شود.

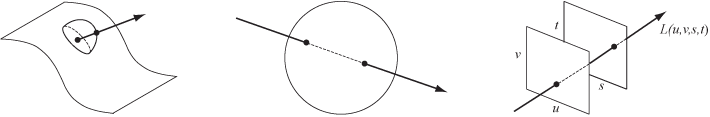
برخی پارامترهای جایگزین میدان نوری ۴ بعدی، که نشان دهنده جریان نور در یک منطقه خالی از فضای سه بعدی است. سمت چپ: نقاطی روی یک صفحه یا سطح منحنی و جهت‌هایی که از هر نقطه خارج می‌شوند. مرکز: جفت نقطه روی سطح یک کره. راست: جفت نقطه در دو صفحه به‌طور کلی (به معنای هر) موقعیت.

### آنالوگ صدا
آنالوگ میدان نوری ۴ بعدی برای صدا، میدان صوتی یا میدان موج است، مانند سنتز میدان موج، و پارامترسازی مربوطه انتگرال Kirchhoff-Helmholtz است، که بیان می‌کند که در غیاب موانع، یک میدان صوتی در طول زمان است، توسط فشار روی هواپیما ایجاد می‌شود؛ بنابراین این دو بعد اطلاعات در هر نقطه از زمان است و در طول زمان یک میدان سه بعدی است.
این دو بعدی بودن، در مقایسه با چهار بعدی بودن ظاهری نور، به این دلیل است که نور در پرتوها حرکت می‌کند (0D در یک نقطه از زمان، 1D در طول زمان)، در حالی که با اصل هویگنز-فرنل، یک جبهه موج صوتی را می‌توان به صورت کروی مدل کرد. امواج (۲ بعدی در یک نقطه از زمان، سه بعدی در طول زمان): نور در یک جهت حرکت می‌کند (اطلاعات ۲ بعدی)، در حالی که صدا به سادگی در هر جهت گسترش می‌یابد. با این حال، نوری که در رسانه‌های غیر خلاء حرکت می‌کند ممکن است به روشی مشابه پراکنده شود، و برگشت‌ناپذیری یا اطلاعات از دست رفته در پراکندگی در از دست دادن ظاهری یک بعد سیستم قابل تشخیص است.

## راه‌های ایجاد میدان‌های نوری
میدان‌های نوری یک نمایش اساسی برای نور هستند. به این ترتیب، به تعداد برنامه‌های رایانه ای که قادر به ایجاد تصاویر یا ابزارهایی هستند که قادر به ثبت آنها هستند، راه‌های ایجاد میدان‌های نوری وجود دارد.
در گرافیک کامپیوتری، میدان‌های نوری معمولاً یا با رندر کردن یک مدل سه بعدی یا با عکاسی از یک صحنه واقعی تولید می‌شوند. در هر صورت، برای تولید یک میدان نور باید نماهایی را برای مجموعه بزرگی از دیدگاه‌ها به دست آورد. بسته به پارامتری که به کار می‌رود، این مجموعه معمولاً بخشی از یک خط، دایره، صفحه، کره یا شکل دیگری را در بر می‌گیرد، اگرچه مجموعه‌های بدون ساختار از دیدگاه‌ها نیز امکان‌پذیر است (بوهلر ۲۰۰۱).
دستگاه‌هایی برای عکسبرداری از میدان‌های نوری ممکن است شامل یک دوربین دستی متحرک یا یک دوربین با کنترل روباتیک (Levoy 2002)، یک قوس دوربین (مانند اثر زمان گلوله مورد استفاده در ماتریکس)، مجموعه‌ای متراکم از دوربین‌ها (Kanade 1998؛ Yang 2002) باشد. Wilburn 2005)، دوربین‌های دستی (Ng 2005؛ Georgiev 2006؛ Marwah 2013)، میکروسکوپ‌ها (Levoy 2006)، یا سایر سیستم‌های نوری (Bolles 1987).
چند تصویر باید در میدان نور باشد؟ بزرگترین میدان نوری شناخته شده (مجسمه شب میکل آنژ) شامل ۲۴۰۰۰ تصویر ۱٫۳ مگاپیکسلی است. در یک سطح عمیق‌تر، پاسخ به برنامه بستگی دارد. برای رندر میدان نور (به بخش کاربرد زیر مراجعه کنید)، اگر می‌خواهید کاملاً در اطراف یک شیء مات قدم بزنید، البته باید از پشت آن عکس بگیرید. بدیهی است که اگر می‌خواهید نزدیک به جسم راه بروید، و جسم بر روی صفحه st قرار دارد، به تصاویری نیاز دارید که در موقعیت‌های با فاصله ریز روی صفحه UV (در پارامتر دو صفحه نشان داده شده در بالا)، که اکنون در پشت است، گرفته شده‌است. شما و این تصاویر باید وضوح فضایی بالایی داشته باشند.
تعداد و ترتیب تصاویر در یک میدان نوری و وضوح هر تصویر با هم «نمونه برداری» میدان نوری ۴ بعدی نامیده می‌شود. تجزیه و تحلیل نمونه برداری میدان نور توسط بسیاری از محققین انجام شده‌است. یک نقطه شروع خوب چای (۲۰۰۰) است. همچنین Durand (2005) برای اثرات انسداد، Ramamoorthi (2006) برای اثرات روشنایی و انعکاس، و Ng (2005) و Zwicker (2006) به ترتیب برای کاربردهای دوربین‌های plenoptic و نمایشگرهای سه بعدی مورد توجه هستند.

### تئوری
- Adelson, EH, Bergen, JR (1991). "عملکرد Plenoptic و عناصر دید اولیه"، در مدل‌های محاسباتی پردازش بصری، M. Landy and JA Movshon, eds. , MIT Press, Cambridge, 1991, pp. 3–20.
- آروو، جی (1994). "تابش ژاکوبین برای منابع چندوجهی نیمه بسته"، Proc. ACM SIGGRAPH, ACM Press, pp. 335–342.
- Bolles, RC, Baker, HH, Marimont, DH (1987). "تحلیل تصویر Epipolar-Plane: An Approach to Determining Structure from Motion", International Journal of Computer Vision, Vol. 1، شماره ۱، ۱۹۸۷، ناشران دانشگاهی Kluwer، صفحات ۷–۵۵.
- فارادی، ام. "اندیشه‌هایی در مورد ارتعاشات پرتو"، مجله فلسفی، S.3، جلد XXVIII, N188، می ۱۸۴۶.
- گرشون، ا. (۱۹۳۶). "میدان نور"، مسکو، ۱۹۳۶. ترجمه شده توسط P. Moon و G. Timoshenko در مجله ریاضیات و فیزیک، جلد. XVIII, MIT, 1939, pp. 51–151.
- Gortler, SJ, Grzeszczuk, R. , Szeliski, R. , Cohen, M. (1996). "The Lumigraph" , Proc. ACM SIGGRAPH, ACM Press, pp. 43–54.
- Levoy, M. , Hanrahan, P. (1996). "رندر میدان نور"، Proc. ACM SIGGRAPH, ACM Press, pp. 31–42.
- مون، پی، اسپنسر، دی (۱۹۸۱). میدان عکس، MIT Press.
- Wong, TT, Fu, CW, Heng, PA, Leung CS (2002). "عملکرد Plenoptic-Illumination" , IEEE Trans. چند رسانه ای، جلد. ۴، شماره ۳، صص. ۳۶۱–۳۷۱.